# Адміністративний устрій Роменського району
Адміністративний устрій Роменського району — адміністративно-територіальний поділ Роменського району Сумської області на 32 сільські ради, які об'єднують 128 населених пунктів та підпорядковані Роменській районній раді. Адміністративний центр — місто Ромни, що є містом обласного значення та до складу району не входить.

## Список радРоменського району
| №  | Назва                          | Центр             | Населені пункти | Площа км² | Місце за площею | Населення (2001), чол. | Місце за населенням |
| -- | ------------------------------ | ----------------- | --- | --------- | --------------- | ---------------------- | ------------------- |
| 1  | Анастасівська сільська рада    | c. Анастасівка    | c. Анастасівка c. Закубанка c. Новопетрівка c. Попівщина c. Саханське c. Світівщина c. Якимовичі                        |           |                 |                        |                     |
| 2  | Андріївська сільська рада      | c. Андріївка      | c. Андріївка c. Холодник                                                                                                |           |                 |                        |                     |
| 3  | Андріяшівська сільська рада    | c. Андріяшівка    | c. Андріяшівка c. Гудими c. Луценкове c. Мельники c. Новицьке                                                           |           |                 |                        |                     |
| 4  | Артюхівська сільська рада      | c. Артюхівка      | c. Артюхівка c. Лісківщина c. Шумське                                                                                   |           |                 |                        |                     |
| 5  | Басівська сільська рада        | c. Басівка        | c. Басівка c. Бессарабка c. Велика Бутівка c. Великі Будки c. Вощилиха c. Гаї c. Залуцьке c. Заріччя c. Пшінчине        |           |                 |                        |                     |
| 6  | Біловодська сільська рада      | c. Біловод        | c. Біловод c. Веселий Степ c. Марківське c. Москалівка c. Попівка                                                       |           |                 |                        |                     |
| 7  | Бобрицька сільська рада        | c. Бобрик         | c. Бобрик c-ще Біловодське c. Лукашове c. Новокалинівка                                                                 |           |                 |                        |                     |
| 8  | Василівська сільська рада      | c. Василівка      | c. Василівка c. Братське c. Чисте                                                                                       |           |                 |                        |                     |
| 9  | Великобубнівська сільська рада | c. Великі Бубни   | c. Великі Бубни c. Заїзд c. Матлахове c. Посад                                                                          |           |                 |                        |                     |
| 10 | Волошнівська сільська рада     | c. Волошнівка     | c. Волошнівка |           |                 |                        |                     |
| 11 | Галківська сільська рада       | c. Галка          | c. Галка c. Плужникове                                                                                                  |           |                 |                        |                     |
| 12 | Глинська сільська рада         | c. Глинськ        | c. Глинськ c. Сурмачівка c. Чеберяки                                                                                    |           |                 |                        |                     |
| 13 | Гришинська сільська рада       | c. Гришине        | c. Гришине c. Королівщина c. Миколаївське c. Ненадіївка c. Салогубівка c. Чижикове                                      |           |                 |                        |                     |
| 14 | Дібрівська сільська рада       | c-ще Діброва      | c-ще Діброва c. Володимирівка c. Дзеркалька c. Косарівщина c. Федотове c. Хрещатик                                      |           |                 |                        |                     |
| 15 | Довгополівська сільська рада   | c. Довгополівка   | c. Довгополівка c. Кропивинці c. Левченки c. Москівщина c. Овлаші                                                       |           |                 |                        |                     |
| 16 | Зарудянська сільська рада      | c. Заруддя        | c. Заруддя c. Велике c. Мале c. Червоногвардійське                                                                      |           |                 |                        |                     |
| 17 | Коржівська сільська рада       | c. Коржі          | c. Коржі c. Зеленівщина c. Піски c. Садове c. Ярмолинці                                                                 |           |                 |                        |                     |
| 18 | Малобубнівська сільська рада   | c. Малі Бубни     | c. Малі Бубни c. Бацмани                                                                                                |           |                 |                        |                     |
| 19 | Миколаївська сільська рада     | c. Миколаївка     | c. Миколаївка c. Горове c. Житне c. Калинівка c. Погреби                                                                |           |                 |                        |                     |
| 20 | Новогребельська сільська рада  | c. Нова Гребля    | c. Нова Гребля c. Голінка c. Залатиха                                                                                   |           |                 |                        |                     |
| 21 | Перекопівська сільська рада    | c. Перекопівка    | c. Перекопівка c. Бурбине c. Губське                                                                                    |           |                 |                        |                     |
| 22 | Перехрестівська сільська рада  | c. Перехрестівка  | c. Перехрестівка c. Бойкове c. Зюзюки c. Кашпури c. Кузьменкове c. Левондівка c. Малярівщина c. Олексіївка c. Савойське |           |                 |                        |                     |
| 23 | Плавинищенська сільська рада   | c. Плавинище      | c. Плавинище c. Борозенка c. Загребелля c. Кононенкове c. Сененкове                                                     |           |                 |                        |                     |
| 24 | Погожокриницька сільська рада  | c. Погожа Криниця | c. Погожа Криниця c. Галенкове c. Степурине c. Яковенкове                                                               |           |                 |                        |                     |
| 25 | Пустовійтівська сільська рада  | c. Пустовійтівка  | c. Пустовійтівка c. Вовківці c. Герасимівка c. Зінове c. Правдюки c. Скрипалі c. Шилівське                              |           |                 |                        |                     |
| 26 | Ріпчанська сільська рада       | c. Ріпки          | c. Ріпки c. В'юнне c. Мокіївка                                                                                          |           |                 |                        |                     |
| 27 | Рогинська сільська рада        | c. Рогинці        | c. Рогинці c. Авраменкове c. Ведмеже                                                                                    |           |                 |                        |                     |
| 28 | Смілівська сільська рада       | c. Сміле          | c. Сміле c. Червоне |           |                 |                        |                     |
| 29 | Сулимівська сільська рада      | c. Сулими         | c. Сулими c. Коновали                                                                                                   |           |                 |                        |                     |
| 30 | Хмелівська сільська рада       | c. Хмелів         | c. Хмелів c. Заклимок                                                                                                   |           |                 |                        |                     |
| 31 | Хоминцівська сільська рада     | c. Хоминці        | c. Хоминці c. Дубина c. Локня                                                                                           |           |                 |                        |                     |
| 32 | Ярошівська сільська рада       | c. Ярошівка       | c. Ярошівка |           |                 |                        |                     |